# گلسنگ خوراکی

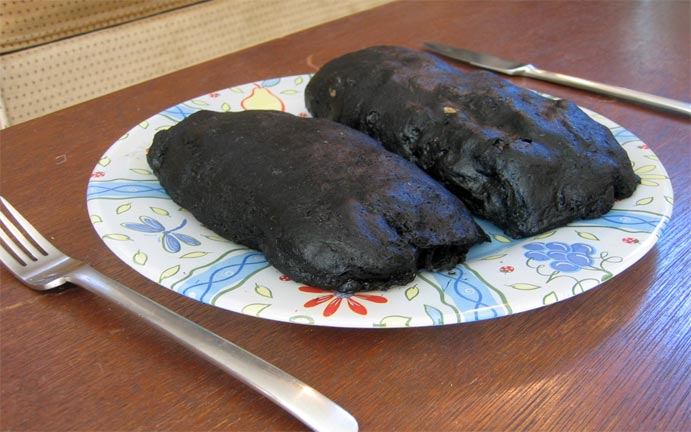
گلسنگ سیاه

گلسنگ‌های خوراکی (انگلیسی: Edible lichens) گلسنگ‌هایی هستند که قابل خوردن هستند. این گلسنگ‌ها عبارتند از:
- فراخ‌برگ ایسلندی (یا خزهٔ ایسلندی)[۱]
- گلسنگ شمالی (خزهٔ گوزن شمالی)[۲]
- گلسنگ سیاه[۳]
- گلسنگ کوهی